# Осіма (Токіо)
34°45′0″ пн. ш. 139°21′21″ сх. д. / 34.75000° пн. ш. 139.35583° сх. д.
О́сіма (яп. 大島町, おおしままち, МФА: [oːɕima mat͡ɕi̥]) — містечко в Японії, в області Осіма префектури Токіо. Займає територію острова Ідзу-Осіма з групи островів Ідзу. Належить до острівних територій Токіо. Станом на 1 жовтня 2008 площа містечка становила 91,06 км². Станом на 1 січня 2009 населення містечка становило 8387 осіб.

## Клімат
Місто знаходиться у зоні, котра характеризується вологим субтропічним кліматом. Найтепліший місяць — серпень із середньою температурою 25 °C (77 °F). Найхолодніший місяць — січень, із середньою температурою 6.7 °С (44 °F).
| Клімат Осіми            | Клімат Осіми | Клімат Осіми | Клімат Осіми | Клімат Осіми | Клімат Осіми | Клімат Осіми | Клімат Осіми | Клімат Осіми | Клімат Осіми | Клімат Осіми | Клімат Осіми | Клімат Осіми | Клімат Осіми |
| Показник                | Січ.         | Лют.         | Бер.         | Квіт.        | Трав.        | Черв.        | Лип.         | Серп.        | Вер.         | Жовт.        | Лист.        | Груд.        | Рік          |
| Абсолютний максимум, °C | 17           | 20           | 20           | 22           | 26           | 28           | 31           | 33           | 30           | 26           | 23           | 20           | 33           |
| Середній максимум, °C   | 9            | 10           | 12           | 16           | 20           | 22           | 26           | 27           | 25           | 19           | 16           | 12           | 18           |
| Середня температура, °C | 6            | 6            | 9            | 13           | 17           | 19           | 23           | 25           | 22           | 17           | 13           | 9            | 15           |
| Середній мінімум, °C    | 3            | 3            | 6            | 10           | 14           | 17           | 21           | 22           | 20           | 15           | 11           | 7            | 12           |
| Абсолютний мінімум, °C  | −2           | −1           | −1           | 2            | 7            | 10           | 15           | 17           | 13           | 8            | 3            | 0            | −2           |
| Норма опадів, мм        | 80           | 110          | 220          | 210          | 340          | 290          | 160          | 180          | 310          | 440          | 210          | 120          | 2720         |
| Днів з дощем            | 4            | 5            | 9            | 9            | 12           | 10           | 7            | 7            | 10           | 11           | 8            | 5            | 101          |
| Вологість повітря, %    | 62           | 64           | 71           | 77           | 83           | 89           | 91           | 89           | 87           | 82           | 75           | 66           | 78           |
| ----------------------- | ------------ | ------------ | ------------ | ------------ | ------------ | ------------ | ------------ | ------------ | ------------ | ------------ | ------------ | ------------ | ------------ |
| Джерело: Weatherbase    |              |              |              |              |              |              |              |              |              |              |              |              |              |